# Heterolaophonte bisetosa
Heterolaophonte bisetosa är en kräftdjursart som beskrevs av Mielke. Heterolaophonte bisetosa ingår i släktet Heterolaophonte och familjen Laophontidae. Inga underarter finns listade i Catalogue of Life.